# Danlí (ort)
Danlí är en ort i Honduras.   Den ligger i departementet El Paraíso, i den centrala delen av landet, 70 km öster om huvudstaden Tegucigalpa. Danlí ligger 763 meter över havet och antalet invånare är 44 799.
Terrängen runt Danlí är kuperad. Runt Danlí är det ganska tätbefolkat, med 60 invånare per kvadratkilometer. Danlí är det största samhället i trakten. Omgivningarna runt Danlí är en mosaik av jordbruksmark och naturlig växtlighet.